# Japan-Century-Sinfonieorchester

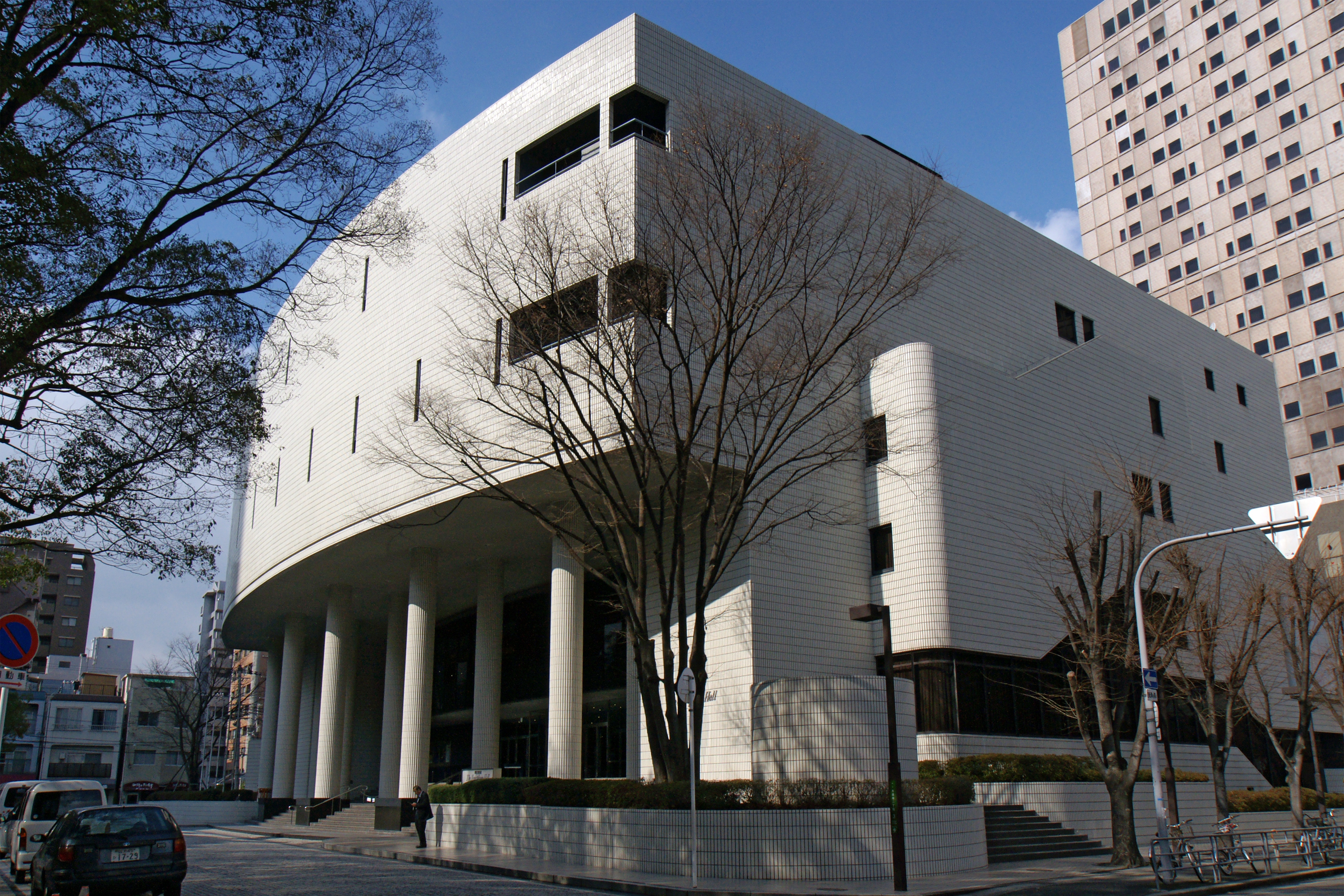
„The Symphony Hall“ Osaka, Hauptspielort des Orchesterensembles

Das Japan-Century-Sinfonieorchester (jap. 日本センチュリー交響楽団, Nihon Senchurī Kōkyō Gakudan) ist ein professionelles japanisches Sinfonieorchester mit Hauptsitz im Hattori-Ryokuchi-Park in der Stadt Toyonaka in der Präfektur Osaka. Es ging 1989 aus der schrittweisen Auflösung der professionellen Blasmusikkapelle in Osaka, die seit 1952 existierte, hervor und wurde unter dem Namen „Osaka-Century-Sinfonieorchester“ (大阪センチュリー交響楽団) gegründet. Am 1. April 2011 erhielt das Orchester seinen gegenwärtigen Namen. Das Orchester ist reguläres Mitglied der japanischen Orchester-Vereinigung.
1989 wurde zu diesem Anlass als rechtsfähige Stiftung  eine „Fördergesellschaft für Kultur“ (財団法人 大阪府文化振興財団) gegründet, die mit zwei Mrd. Yen (etwa 20 Mio. Euro) ausgestattet wurde und die mit der administrativen Leitung des Orchesters betraut ist. Als ständiger Dirigent wurde, neben Tsukasa Okada, Hiroyuki Odano und Toshiaki Umeda, der Israeli Uri Segal berufen, der ab 1989 als Chefdirigent wirkte. 1997 folgten ihm zunächst in dieser Position Ken Takaseki, von 2003 bis 2008 dann Kazuhiro Koizumi. Gleichzeitig war von 2003 bis 2006 als ständiger Dirigent der Koreaner Seikyo Kim tätig. Von 2008 bis 2014 war Koizumi musikalischer Direktor, während Ryūsuke Numajiri als Erster Gastdirigent tätig war. Von 2014 bis 2018 folgte Alan Buribayev als Erster Gastdirigent. Nachfolger von Koizumi wurde 2014 Norichika Iimori, der seither als Chefdirigent das Orchester leitet.
Das Orchester spielt hauptsächlich in der „Symphony Hall“ in Osaka.
1991 hat die Fördergesellschaft für 16 Mio. Euro Übungsräume (das „Century Orchestra House“) und eine Konzerthalle im Hattori-Ryokuchi-Park in Stand gesetzt. Die Übungsräume im Century Orchestra House besitzen eine Gesamtgröße von 2000 m², die sich auf zwei Etagen verteilen; die Konzerthalle selbst ist 1500 m² groß und fasst 2700 Besucher.
Zum 25-jährigen Gedenktag des Friedensvertrags zwischen Japan und der Volksrepublik China plante das Orchester je zwei Aufführungen in Peking und Shanghai, die dann verzögert durch den SARS-Ausbruch in China im November 2003 verwirklicht wurden.